# Esteban Gutiérrez
Esteban Manuel Gutiérrez Gutiérrez (Monterrey, Nuevo León, 5 augustus 1991) is een Mexicaans autocoureur die in 2017 in de Formule E als coureur actief was voor het team van Techeetah en later dat jaar actief als coureur in de IndyCar Series.

## Carrière

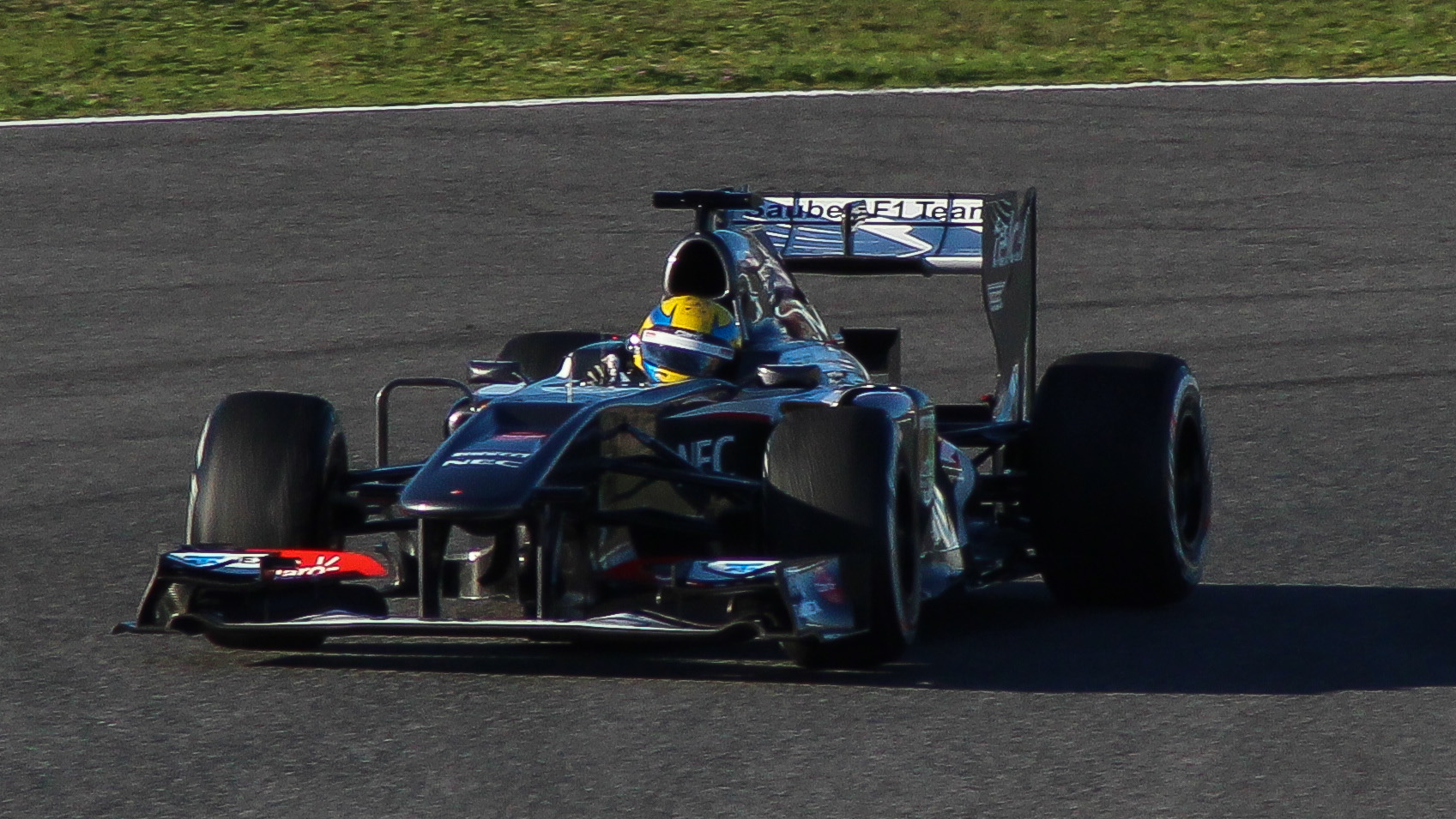
Gutiérrez tijdens een test in Jerez

- 2007: Formule BMW USA, team Team Autotecnica (4 overwinningen, 2e in kampioenschap).
- 2007: Formule BMW World Final, team Team Autotecnica.
- 2007: Formule BMW ADAC, team Esteban Gutiérrez (2 races).
- 2008: Formule BMW Europa, team Josef Kaufmann Racing (7 overwinningen, kampioen).
- 2008: Formule BMW World Final, team Josef Kaufmann Racing (3e).
- 2008: Duitse Formule 3-kampioenschap, team Josef Kaufmann Racing (2 races).
- 2008: International Formula Master, team Trident Racing (2 races).
- 2009: Formule 3 Euroseries, team ART Grand Prix.
- 2009: Britse Formule 3-kampioenschap, team ART Grand Prix (4 races).
- 2009: Masters of Formula 3, team ART Grand Prix.
- 2010: GP3, team ART Grand Prix (1 overwinning, kampioen).
- 2010: Formule 3 Euroseries, team ART Grand Prix (2 races).
- 2010: Britse Formule 3-kampioenschap, team ART Grand Prix (3 races).
- 2011: GP2, team Lotus ART (1 overwinning).
- 2011: GP2 Asia Series, team Lotus ART.
- 2012: GP2, team Lotus GP (3 overwinningen, 3e in kampioenschap).
- 2013: Formule 1, team Sauber.
- 2014: Formule 1, team Sauber.
- 2015: Formule 1, team Ferrari (testrijder).
- 2016: Formule 1, team Haas.
- 2017: Formule E, team Techeetah.
- 2017: IndyCar Series, team Dale Coyne Racing.

## Formule 1
In 2011 werd Gutiérrez testrijder bij het Formule 1-team Sauber, naast de racecoureurs Kamui Kobayashi en Sergio Pérez. In 2012 was hij opnieuw testrijder bij Sauber en mocht hij in de eerste vrije training voor de Grand Prix van India invallen voor de zieke Pérez.
Op 23 november 2012 werd bekend dat Gutiérrez in 2013 racecoureur zou zijn bij het team van Sauber, waar hij zijn landgenoot Pérez verving. Hij werd er de teamgenoot van Nico Hülkenberg.
Gutiérrez verloor eind 2014 zijn zitje bij Sauber na een teleurstellend seizoen, waarin het team voor het eerst in haar bestaan geen punten wist te scoren. Na afloop van het seizoen werd hij wel bevestigd als reservecoureur bij Ferrari.
In 2016 keerde Gutiérrez terug op de Formule 1-grid als tweede coureur bij het nieuwe Haas F1 Team naast Romain Grosjean. Hoewel hij vijf keer op de 11e plaats eindigde, wist hij opnieuw geen enkel punt te scoren in tegenstelling tot zijn teamgenoot Romain Grosjean die 29 punten behaalde. Gutiérrez kwam in het seizoen 2017 niet meer aan de start voor Haas.

## Formule E
In het seizoen 2016-2017 maakte Gutiérrez zijn debuut in de Formule E vanaf zijn thuisrace op het Autódromo Hermanos Rodríguez bij het team van Techeetah als vervanger van Ma Qing Hua.

## IndyCar Series
In het seizoen 2017 debuteert Gutiérrez in de IndyCar Series, waar hij tijdens de races in Detroit de geblesseerde Sébastien Bourdais vervangt bij het team Dale Coyne Racing.

## Formule 1-carrière
| Jaar/jaren    | Team   |
| ------------- | ------ |
| 2013 t/m 2014 | Sauber |
| 2016          | Haas   |

|                       | 2013 | 2014 | 2016 | Totaal |
| --------------------- | ---- | ---- | ---- | ------ |
| Aantal races          | 19   | 19   | 21   | 59     |
| Aantal zeges          | 0    | 0    | 0    | 0      |
| Aantal pole-positions | 0    | 0    | 0    | 0      |
| Aantal snelste ronden | 1    | 0    | 0    | 1      |
| Aantal podiumplaatsen | 0    | 0    | 0    | 0      |
| Aantal WK-punten      | 6    | 0    | 0    | 6      |
| Eindstand WK          | 16   | 20   | 21   |        |

### Totale Formule 1-resultaten
- Races cursief betekent snelste ronde

| Seizoen | Inschrijving   | Chassis    | Motor                | 1       | 2       | 3       | 4      | 5      | 6       | 7      | 8      | 9       | 10      | 11      | 12     | 13     | 14      | 15     | 16      | 17     | 18      | 19     | 20      | 21     | Pos | Punten |
| ------- | -------------- | ---------- | -------------------- | ------- | ------- | ------- | ------ | ------ | ------- | ------ | ------ | ------- | ------- | ------- | ------ | ------ | ------- | ------ | ------- | ------ | ------- | ------ | ------- | ------ | --- | ------ |
| 2012    | Sauber F1 Team | Sauber C31 | Ferrari 056 2.4 V8   | AUS     | MAL     | CHN     | BHR    | SPA    | MON     | CAN    | EUR    | GBR     | DUI     | HON     | BEL    | ITA    | SIN     | JPN    | KOR     | IND TC | ABU     | VST    | BRA     |        | -   | -      |
| 2013    | Sauber F1 Team | Sauber C32 | Ferrari 056 2.4 V8   | AUS 13  | MAL 12  | CHN DNF | BHR 18 | SPA 11 | MON 13  | CAN 20 | GBR 14 | DUI 14  | HON DNF | BEL 14  | ITA 13 | SIN 12 | KOR 11  | JPN 7  | IND 15  | ABU 13 | VST 13  | BRA 12 |         |        | 16  | 6      |
| 2014    | Sauber F1 Team | Sauber C33 | Ferrari 059/3 1.6 V6 | AUS 12  | MAL DNF | BHR DNF | CHN 16 | SPA 16 | MON DNF | CAN 14 | OOS 19 | GBR DNF | DUI 14  | HON DNF | BEL 15 | ITA 20 | SIN DNF | JPN 13 | RUS 15  | VST 14 | BRA 14  | ABU 15 |         |        | 20  | 0      |
| 2016    | Haas F1 Team   | Haas VF-16 | Ferrari 061 V6       | AUS DNF | BHR DNF | CHN 14  | RUS 17 | SPA 11 | MON 11  | CAN 13 | EUR 16 | OOS 11  | GBR 16  | HON 13  | DUI 11 | BEL 12 | ITA 13  | SIN 11 | MAL DNF | JPN 20 | VST DNF | MEX 19 | BRA DNF | ABU 12 | 21  | 0      |